# Dan Chaluc
Dan Chaluc (hebr. דני חלוץ, ang. Dan Halutz (ur. 7 sierpnia 1948 w Tel Awiwie) – izraelski dowódca wojskowy w stopniu generała porucznika (raw alluf), oficer dyplomowany Sił Obronnych Izraela, w latach 2005–2007 szef Sztabu Generalnego Sił Obronnych Izraela.

## Życiorys

### Młodość
Urodził się w żydowskiej rodzinie wywodzącej się z Iranu (Mizrachim). Rozpoczął naukę w szkole średniej Brenner w Petach Tikwie, którą kontynuował w Kugel High School w Holonie.

### Służba wojskowa

#### Pilot bojowy
W 1966 wstąpił do Sił Obronnych Izraela i został skierowany do Sił Powietrznych Izraela. Przeszedł kurs pilotażu, który zakończył w lipcu 1968 jako pilot samolotów myśliwskich. Następnie przeszedł szkolenie pilotażu na samolotach myśliwsko-bombowych Ouragan, które kontynuował przez następne cztery miesiące na Mystère IV A i osiem miesięcy na Vautour II. W grudniu 1969 został przeniesiony do 201 Eskadry jako pilot samolotów myśliwsko-bombowych F-4 Phantom II. Pierwsze loty bojowe odbył podczas wojny na wyczerpanie – uczestniczył w 40 operacyjnych lotach bojowych. Po wojnie pracował jako instruktor w szkole latania. W sierpniu odszedł z armii w stopniu kapitana (Seren). Gdy w 1973 wybuchła wojna Jom Kipur służył w rezerwie 201 Eskadry i latał na phantomah. Wziął udział w 43 lotach bojowych, zestrzeliwując trzy samoloty wroga (jeden syryjski i dwa egipskie myśliwce MiG-21). Po wojnie powrócił do ciągłej służby i do 1975 pełnił obowiązki zastępcy dowódcy 201 Eskadry. W 1978 ponownie odszedł z armii i zdał dyplom licencjata w dziedzinie ekonomii na Uniwersytecie Telawiwskim, a następnie administrację biznesu na Uniwersytecie Harvarda.
Powrócił do służby w 1982 podczas wojny libańskiej. Przeszedł szkolenie na samolotach wielozadaniowych F-16. W 1983 został mianowany szefem Departamentu Broni Sił Powietrznych Izraela. W 1984 został dowódcą 107 Eskadry, latającej na F-4 Phantom. W 1986 awansował na pułkownika (alluf miszne) i zostało mu powierzone dowództwo nad jednostką operacyjną w projekcie budowy izraelskiego samolotu wielozadaniowego IAI Lavi. W latach 1988–1991 był szefem uzbrojenia Sił Powietrznych Izraela. W 1991 został dowódcą bazy lotniczej Chacor, na której stacjonują eskadry samolotów wielozadaniowych F-16. W sierpniu 1993 został awansowany na generała brygadiera (tat alluf) i mianowany szefem grupy lotniczej w sztabie Sił Powietrznych Izraela.

#### Dowódca Sił Powietrznych Izraela
W 1995 został dowódcą Sił Powietrznych Izraela. W lipcu 1998 został awansowany na generała majora (alluf) i otrzymał przeniesienie na asystenta szefa zarządzania operacyjnego w sztabie generalnym Sił Obronnych Izraela. W 1999 po zmianach strukturalnych w sztabie generalnym, został dowódcą Dywizji Operacyjnej, a w kwietniu 2000 ponownie objął stanowisko dowódcy Sił Powietrznych Izraela.
Podczas jego kadencji rozpoczęła się intifada Al-Aksa, w której zwiększono współpracę sił powietrznych z wojskami lądowymi. Rozwijając nowoczesne metody walki powietrznej, przyczynił się do zwiększenia wykorzystania samolotów bezzałogowych i doskonalenia metod bombardowań przy użyciu F-16 i bomb kierowanych w każdych warunkach pogodowych. W okresie tym Siły Powietrzne Izraela przeprowadziły setki ataków na Palestyńczyków, zabijając dziesiątki z nich. Wśród ofiar znajdowały się bojownicy jak i osoby przypadkowe.
W dniu 22 lipca 2002 siły powietrzne zbombardowały budynek w mieście Gaza, zabijając wysokiego dowódcę organizacji terrorystycznej Hamas, Salah Shehade. W trakcie bombardowania zginęło także 14 niewinnych cywilów, w tym dzieci. Opinia publiczna i media oskarżyły izraelskich pilotów o zbrodnię wojenną, mówiąc, że osoby odpowiedzialne za atak powinny być sądzone przez Międzynarodowy Trybunał Karny w Hadze. Jako dowódca Sił Powietrznych Izraela był zaangażowany w przeprowadzenie tej operacji i składał w tej sprawie wyjaśnienia. Jednak najsłynniejszą operacją było zabicie 22 marca 2004 przywódcy duchowego Hamasu, szejka Ahmada Jasina.
W kwietniu 2004 został zastępcą szefa sztabu generalnego Sił Obronnych Izraela.

#### Szef Sztabu Generalnego
W dniu 1 czerwca 2005 rząd Izraela postanowił powołać Dana Chaluca na 18. szefa Sztabu Generalnego. Otrzymał on awans na generała porucznika (raw alluf) i został mianowany szefem Sztabu Generalnego.
Jednym z głównych zadań, jakie musiał wykonać, była ewakuacja żydowskich osadników ze Strefy Gazy, która rozpoczęła się 15 sierpnia 2005. Przy wydawaniu zadań operacyjnych ukuł slogan „determinacji i wrażliwości”, jakie miały cechować postępowanie izraelskich żołnierzy podczas tej operacji. W jej trakcie Siły Obronne Izraela ściśle współpracowały ze wszystkimi izraelskimi siłami bezpieczeństwa.
W 2006 Siły Obronne Izraela zaangażowały się w II wojnę libańską, którą rozpoczęto zmasowanymi bombardowaniami lotniczymi, a następnie rozwinięto działania sił lądowych. W czasie bombardowań trwających 33 dni zginęło ponad tysiąc libańskich cywilów. W trakcie działań wojennych pojawiły się liczne spory pomiędzy dowództwami, które były spostrzegane jako brak zaufania dla szefa sztabu generalnego. W dniu 28 lipca został przewieziony do szpitala z powodu ostrego bólu brzucha i wyczerpania emocjonalnego. Wydarzenia te były szeroko komentowane w mediach. Po wojnie dyskusja przekształciła się w debatę publiczną. 17 stycznia 2007 napisał rezygnację ze stanowiska, i 14 lutego 2007 został zastąpiony przez generała Gabiego Aszkenaziego. 30 kwietnia 2007 Komisja Winograda opublikowała raport w sprawie przebiegu II wojny libańskiej.

### Późniejsze życie
Po odejściu z sił zbrojnych zaangażował się w biznes.